# Julio César Terán Dutari
Julio César Terán Dutari SJ (Soná, 15 de agosto de 1933) é um sacerdote panamenho e bispo sênior de Ibarra.
Julio César Terán Dutari ingressou na comunidade jesuíta e foi ordenado sacerdote em 25 de julho de 1963. Em 1985 foi eleito reitor da Pontifícia Universidade Católica do Equador (PUCE) em Quito. Em 1991 foi eleito Presidente da Federação Internacional das Universidades Católicas (FIUC).
João Paulo II o nomeou Bispo Auxiliar de Quito e Bispo Titular de Horrea em 12 de julho de 1995. O Arcebispo de Quito, cardeal Antonio José González Zumárraga o ordenou bispo em 30 de setembro do mesmo ano; Os co-consagradores foram Luis Enrique Orellana Ricaurte SJ, Bispo Auxiliar Emérito de Quito, e José Mario Ruiz Navas, Bispo de Latacunga. 
Em 14 de fevereiro de 2004 foi nomeado Bispo de Ibarra.
Em 25 de março de 2011, o Papa Bento XVI aceitou seu pedido de demissão por idade. Foi Administrador Apostólico da Diocese de Santo Domingo de los Colorados de 2012 a 2015.